# Durchstarten zum Traumjob
Durchstarten zum Traumjob: das ultimative Handbuch für Ein-, Um- und Aufsteiger (im englischsprachigen Original: What Color Is Your Parachute?) ist ein Weltbestseller von Richard Nelson Bolles. Das Buch geht von einer schwierigen Lage auf dem Arbeitsmarkt aus. Der Autor möchte Hoffnung schaffen, indem er behauptet, auf dem verdeckten Stellenmarkt finde jeder seinen Traumjob. Das Buch wurde in elf Sprachen übersetzt und befand sich über zehn Jahre durchgehend auf der New-York-Times-Bestsellerliste.
Die deutschsprachige Ausgabe erscheint im Campus-Verlag.

## Ausgabe
- Richard Nelson Bolles, Katharine Brooks: Durchstarten zum Traumjob: Das ultimative Handbuch für Ein-, Um- und Aufsteiger. Aus dem Englischen von Isabel Gräfin Bülow und Nicole Hölsken. Frankfurt am Main: Campus-Verlag, 2021. ISBN 978-3-593-51363-8